# Ugo Fedeli
Ugo Fedeli (Milano, 8 maggio 1898 – Ivrea, 10 marzo 1964) è stato un anarchico e antifascista italiano, conosciuto anche sotto i falsi nomi di Hugo Treni e G. Renti.

## Biografia
Aveva cominciato a lavorare molto giovane e non completerà la sua formazione professionale se non seguendo dei corsi serali di una scuola tecnica. Subito membro di gruppi di giovani libertari di Milano che animano, all'epoca della guerra italo-turca, una campagna antimilitarista, diventa l'amico di qualche militante appena più grande di lui, come Francesco Ghezzi e Carlo Molaschi.
Formatosi nell'ambito degli individualisti, maggioritario a Milano a quest'epoca, dove i principali rappresentanti erano Carlo Molaschi, Leda Rafanelli e Giuseppe Monnanni, Ugo Fedeli partecipò alle lotte sociali e la sua partecipazione nel 1913 a uno sciopero organizzato dall'Unione Sindacale Italiana gli valse il suo primo arresto e la schedatura da parte della polizia come «pericoloso anarchico». Alla vigilia della prima guerra mondiale era, insieme a Mantovani, Franceschelli, Monteverdi, Rafanelli e Molaschi, uno dei redattori del giornale «Il Ribelle» (Milano, 9 numeri dal 24 ottobre 1914 al 20 marzo 1915) di cui il responsabile era Giovanni Fontanelli, che appoggiava gli anarchici non interventisti, laddove Fedeli pubblicò il suo primo articolo Abbasso la guerra. Era, in quest'epoca, perseguitato a più riprese a causa delle sue azioni antimilitariste.
Nel 1917, dopo aver lavorato per qualche mese come operaio per i militari, fu chiamato sotto le armi e molto presto, in nome dei principi tolstojani, disertava. Rifugiatosi in Svizzera, laddove ritrovava numerosi militanti milanesi, lì era implicato nel complotto detto «delle bombe di Zurigo» (insieme ad altri anarchici, tra cui Bruno Misefari e Giuseppe Monnanni) ma veniva rilasciato dopo qualche settimana di carcere. Tornato in Italia nel novembre del 1919, era amnistiato nel 1920.
Nel luglio del 1920 si sposava con Clelia Premoli che aveva conosciuto prima della guerra e che gli resterà accanto per tutta la vita. Fu in seguito uno dei fondatori e corrispondenti di «Umanità Nova», poi membro della redazione della rivista «Nichilismo» (Milano, dal 5 aprile 1920 al 5 marzo 1921), organo dei militanti individualisti, di cui il gestore era Giuseppe Invernizzi. Fondava, successivamente, subito dopo l'attentato del teatro Diana, la rivista «L'individualista» (Milano, 4 numeri dal 1º febbraio al 16 marzo 1921), di cui il responsabile era Eugenio Macchi e i redattori Francesco Ghezzi, Pietro Bruzzi e lo stesso Fedeli).
Nell'aprile del 1921, per sfuggire ai fascisti, scappò e raggiunse Berlino insieme a Pietro Bruzzi, uno dei suoi vecchi collaboratori. Molto presto incontrerà Francesco Ghezzi, con cui, e sotto il falso nome di “Alfred Fidler” entrò a Mosca, dove con Ghezzi e Bruzzi, rappresentava l'Unione Sindacale Italiana al congresso dell'Internazionale sindacale rossa (Profintern). Alloggiato all'hotel Lux, incontrerà Alexander Berkman, Emma Goldman e qualche altro militante russo ancora in libertà. Poi ritornò presto a Berlino, dove partecipava come delegato degli anarchici russi al congresso di fondazione dell'Internazionale anarcosindacalista (25 dicembre 1922-2 gennaio 1923) che gli varrà l'arresto.
Dopo aver lavorato a Berlino come carbonaio e poi in una tipografia, partiva nel 1924 alla volta di Parigi dove frequentò molti compagni russi esiliati tra i quali Nestor Makhno e Voline. S'incontrò con molti esuli antifascisti e anarchici italiani e partecipò al dibattito sulla Piattaforma d'Organizzazione dell'Unione Generale degli Anarchici (detta anche "Piattaforma di Arshinov"). Era con Sébastien Faure, Ferrandel e Buenaventura Durruti uno dei fondatori della "Libreria Internazionale", delle "Edizioni anarchiche" e della «Rivista Internazionale Anarchica» (Parigi, 8 numeri dal novembre 1924 al 15 giugno 1925), dov'era in particolare responsabile della parte italiana di questa rivista trilingue, avvalendosi della collaborazione di Virgilio Gozzoli e Tintino Rasi. Partecipava ugualmente alle campagne in favore dei militanti – di cui Francesco Ghezzi – imprigionati in Russia, come anche a quelle a favore di Mario Castagna e Ernesto Bonomini, Sacco e Vanzetti. ecc.
In seguito all'attentato commesso in giugno del 1924 dai fascisti contro Giacomo Matteotti, fu costituito a Parigi un "Comitato d'azione antifascista", che riuniva socialisti, repubblicani e anarchici; questi ultimi erano rappresentati da Ugo Fedeli, Erasmo Abate (vale a dire H.Rolland), Alberto Meschi e Armando Borghi. Collaborò allo stesso modo, all'Enciclopedia anarchica di Sébastien Faure.
Espulso dalla Francia e successivamente dal Belgio nel 1929, raggiunse allora l'Uruguay dove continuò a militare a Montevideo con Luigi Fabbri. Nel dicembre del 1933, veniva estradato dalle autorità uruguaiane e rimesso a quelle italiane che nel 1935 lo condannarono a cinque anni di confino. Era, volta a volta internato a Ponza, Colfiorito, Monteforte Irpino e Ventotene. È durante la sua detenzione che morirà suo figlio di soli 8 anni. L'8 settembre 1943 si trovava al confino a Bucchianico, dove rimase bloccato per le operazioni militari sul fronte di Cassino. 
Tornato a Milano, nell'immediato dopoguerra fu segretario della Federazione Comunista Libertaria Lombarda, poi della Federazione Anarchica Italiana. Nel 1951 lavorò come bibliotecario e responsabile delle attività culturali dell'azienda Olivetti e redasse un gran numero di opere storiche sull'anarchismo. Ugo Fedeli aveva raccolto un'importante mole di documenti che alla sua morte (Ivrea, 10 marzo 1964) è stata inviata all'International Institute of Social History di Amsterdam (Internationaal Instituut voor Sociale Geschiedenis).

### Opere
- Da una guerra all'altra: brani di un rivoluzionario (memorie) ;
- Fabbri e il suo primo incontro col Malatesta (in « Universo », Toulouse, n°2, dicembre 1946)
- Luigi Fabbri (Torino, 1948) ;
- Dogma, scienza e metodo nel pensiero malatestiano (Pisa, 1949) ;
- Dalla insurrezione dei contadini in Ucraina alla rivolta di Krondstadt (Milano, 1950) ; - Bibliografia malatestiana (Napoli, 1951) ;
- Appunti sulla piattaforma anarchica (Toulouse, 1951) ;
- Luigi Molinari e gli avvenimenti del 1874 a Carrara (1952) ;
- Il movimento anarchico a Carrara (Napoli, 1952) ;
- Bibliografie di giornale, riviste, numeri unici anarchici stampati in italiano dal 1914 al 1952 (Toulouse, 1953) ; Gigi Damiani (Cesena, 1954) ;
- Storia del movimento operaio (Ivrea, 1955) ;
- Storia sociale del Mexico (Ivrea, 1956) ;
- Luigi Galleani, quarant'anni di lotta rivoluzionaria (Cesena, 1956) ;
- Nestor Machno, la lotta libertaria nella rivoluzione russa (Milano, 1956) ;
- E. Armand, il suo pensiero e la sua opera (Firenze, 1956) ;
- Breve storia dell'Unione sindacale italiana (in « Volontà », n°9-10-11, 1957) ;
- Un viaggio alle isole Utopia (Ivrea, 1958) ;
- Giovanni Gavilli, 1855-1918 (Firenze, 1959) ;
- Un decennio di storia italiana, 1914-1924 (Ivrea, 1959) ;
- Momenti e uomini del socialismo anarchico in Italia, 1896-1924 (in « Volontà », n°10-11, 1960) ;
- Congressi e convegni, 1944-1962 (Genova, 1963).
- La nascita del fascismo - Edizioni Underground / La Fiaccola 1971

### Altre collaborazioni di U.Fedeli
Ugo Fedeli ha anche collaborato ad un gran numero di titoli della stampa libertaria, tra cui, tra gli altri già citati: Il Risveglio Anarchico (Ginevra, 1920),  Anarchismo (Pisa, 1922), L'Agitazione a favore di Castagna e Bonomini (Paris, 1924), L'Idée Anarchiste (1924), Libertà (Buenos Aires, 1925), La Lotta Umana (Paris, 1927-1929), Primo Maggio (Paris, 1928), Olocausto (Forlì, 1947), Il Pensiero (Roma, 1950), Cenit (Toulouse,  1950), La Lotta Umana (Palermo, 1951), Volontà (Napoli).